# Eumecynostomum bathycolum
Eumecynostomum bathycolum is een worm uit de familie Mecynostomidae, die behoort tot de onderstam Acoelomorpha. Een kenmerkende eigenschap van de worm is dat hij tweeslachtig is, maar geen gonaden heeft. In plaats daarvan plant hij zich voort door middel van gameten, die hij produceert uit mesenchym. Verder heeft de worm geen darmen. 
De worm leeft in zee, tussen sedimentair gesteente. Eumecynostomum bathycolum werd in 1948 voor het eerst wetenschappelijk beschreven door Westblad. 